# Callionymus bentuviai
Callionymus bentuviai, tên thông thường là cá đàn lia Ben-Tuvia, là một loài cá biển thuộc chi Callionymus trong họ Cá đàn lia. Loài này được mô tả lần đầu tiên vào năm 1981.

## Phân bố và môi trường sống
C. bentuviai được tìm thấy khắp Biển Đỏ, được thu thập ở độ sâu khoảng từ 70 đến 75 m.

## Mô tả
Chiều dài lớn nhất được ghi nhận ở C. bentuviai là khoảng 6,3 cm.